# Akitsushima (1942)
El Akitsushima (秋津洲 isla de las libélulas?) fue un portahidroaviones en servicio con la Armada Imperial Japonesa durante la Segunda Guerra Mundial.

## Diseño
Si bien estrictamente hablando se trataba de un portahidroaviones, no lo era en el mismo sentido que otros buques de ese tipo como el Nisshin. El Akitsushima estaba diseñado para transportar y operar un único hidroavión cuatrimotor Kawanishi, un H6K o bien un H8K.
Debido a la gran envergadura de estos aparatos, era imposible contar con un hangar cerrado, por lo que el hidroavión se estibaba a la intemperie. Para llevar a cabo las maniobras de estiba y descarga, una grúa pesada a popa se encargaba del manejo del hidroavión, que el caso de los H8K podía superar las 32 toneladas a plena carga.
El Akitsushima debía haber sido el primero de una serie de cuatro buques gemelos, el segundo de los cuales iba a ser el Chihaya, a los que hubiesen seguido seis de menor tamaño y uno mayor, pero la construcción de todos ellos, salvo el Chihaya fue cancelada antes de iniciarse. Al mismo tiempo que se cancelaron los buques, se procedió a desguazar lo que se llevaba construido del Chihaya. 

## Historial operativo
El Akitsushima no tuvo ningún papel destacable durante su servicio, limitándose a patrullas y prolongadas estancias en puerto. También participó como escolta de convoyes, pese a ser una labor muy distinta de para la que fue creado. Recibió numerosos ataques aéreos, de los que salió incólume en la mayoría de los casos, aunque resultó gravemente dañado en Truk el 17 y 18 de febrero de 1944.
Finalmente y mientras se encontraba en la bahía de Coron, resultó hundido durante otro ataque aéreo el 24 de septiembre de 1944 tras ser alcanzado por dos o tres bombas o torpedos. Uno de los artefactos estalló en la popa, produciendo una potente explosión de combustible de aviación y haciendo que el Akitsushima zozobrara rápidamente a babor y se hundiese con 86 fallecidos entre la tripulación, salvándose el resto. Actualmente reposa a menos de 38 metros de profundidad en la posición (11°59′N 119°58′E / 11.983, 119.967) siendo una atracción turística para buceadores.